# Бозумбаев, Канат Алдабергенович
Канат Алдабергенович Бозумбаев (каз. Қанат Алдабергенұлы Бозымбаев; род. 8 января 1969, Алма-Ата) — казахстанский государственный деятель, Заместитель Премьер-министра Республики Казахстан с 31 марта 2024. Ранее занимал должности советника (2023—2024) и помощника президента Республики Казахстан (2019—2021), министра энергетики Казахстана (2016—2019), акима Жамбылской (2009—2013), Павлодарской (2013—2016) и Алматинской областей (2021—2022).
Бозумбаев наиболее известен своими скандальными высказываниями, в частности оплошностью, когда, разговаривая с жителями Талдыкоргана во время казахстанских протестов 2022 года, он, тогдашний аким Алматинской области, случайно обматерил гражданина.

## Биография
Канат Бозумбаев родился 8 января 1969 года в городе Алма-Ате. Происходит из рода Жалайыр Старшего жуза. В 1993 году окончил Казахскую государственную академию управления по специальности «экономист». После окончания учёбы начал трудовую деятельность экономистом в ТОО «Эдем лтд». В 1997 году начал карьеру на государственной службе, сменяя должности в государственном и квазигосударственном секторах. Трижды был акимом регионов — Жамбылской и Павлодарской, Алматинской областей, а большинство должностей в квазигосударственном секторе и центральных государственных органах были связаны с энергетикой.
С июля 1993 по сентябрь 1997 года — государственные органы и частные компании.
С сентября по ноябрь 1997 года — начальник отдела региональной политики министерства экономики и торговли Республики Казахстан.
С ноября 1997 по сентябрь 1998 года — начальник сводно-финансового департамента, вице-президент по экономическим вопросам ЗАО «Национальная компания по транспортировке нефти „КазТрансОйл“».
С сентября 1998 по февраль 2001 года — директор департамента нефти и газа, вице-министр энергетики, индустрии и торговли Казахстана.
С февраля по май 2001 года — первый вице-президент ОАО «Казахстанская компания по управлению электрическими сетями».
С мая 2001 по август 2007 года — президент ОАО «Казахстанская компания по управлению электрическими сетями».
С августа 2007 по октябрь 2008 года — председатель правления АО «Казахстанский холдинг по управлению государственными активами „Самрук“».
С октября 2008 по ноябрь 2009 года — президент ОАО «Казахстанская компания по управлению электрическими сетями».
С 30 ноября 2009 по 20 декабря 2013 года — аким Жамбылской области.
C 20 декабря 2013 по 25 марта 2016 года — аким Павлодарской области.
25 февраля 2014 года избран председателем Павлодарского областного филиала партии «Нур Отан».
С 25 марта 2016 по 18 декабря 2019 года — министр энергетики Казахстана.
С 18 декабря 2019 по 24 ноября 2021 года — помощник президента Республики Казахстан.
С 1 января 2020 года — член Совета директоров АО "Фонд национального благосостояния «Самрук-Казына».
С 24 ноября 2021 по 10 июня 2022 года — аким Алматинской области.
С 4 сентября 2023 по 31 марта 2024 года — советник президента Казахстана.
С 31 марта 2024 года — заместитель премьер-министра РК.

## Министр энергетики
Канат Бозумбаев возглавлял министерство энергетики Казахстана более 3,5 лет — с марта 2016 года по декабрь 2019 года. Он занимал этот пост при трёх премьер-министрах: Кариме Масимове, Бакытжане Сагинтаеве, Аскаре Мамине.
За время его работы на должности министра энергетики отметилось несколькими важными проектами:
- начались проекты расширения на крупных нефтегазовых месторождениях Казахстана — Тенгизе, Кашагане и Карачаганаке;
- была завершена модернизация трёх крупнейших нефтеперерабатывающих заводов;
- в короткие сроки было завершено строительство первого этапа магистрального газопровода «Сарыарка» из юга в центр Казахстана.

Расширение нефтегазовых проектов влияет в целом на наращивание добычи нефти по Казахстану — три крупнейших месторождения дают более половины всех добытых в Казахстане углеводородов. В 2017 году удалось форсировать и принять решение по финансированию проекта будущего расширения на Тенгизе — крупнейшем по добыче месторождении в стране. На другом месторождении — Кашагане — в 2017 году стартовали подготовительные работы по дальнейшему расширению производства. Благодаря этому объём добычи может достичь целевого уровня в 420 тыс. баррелей в сутки в 2022 году (390—400 тысяч до расширения). На третьем месторождении — Карачаганаке ещё в 2016 году начались проекты по поддержанию полки добычи нефти на уровне 11-12 млн т в год. Срок реализации проектов завершается в 2020 году.
Модернизация трёх нефтеперерабатывающих заводов — в Атырау, Павлодаре и Шымкенте — началась ещё в 2008 году, но фактически завершилась только в 2018 году. Одной из задач модернизации было избавление от сезонного дефицита бензина и зависимости от его импорта из России. Сроки завершения модернизации неоднократно переносили: сначала на 2015 год, а затем на 2016 год, но в итоге была завершена в 2018 году. В стране производство нефтепродуктов стало выше их потребления: в 2019 году было произведено 12,6 млн т топлива при потребности в 12 млн т. Переизбыток сохранится до начала 2030 годов. В стране начали производить бензин стандартов Евро-4 и Евро-5, отпала необходимость строить четвёртый нефтеперерабатывающий. Впервые в 2019 году был открыт экспорт бензина, в том числе и в Европу. Каждый месяц за рубеж отгружают до 20-30 тыс. т казахстанского бензина.
Поручение о его строительстве магистрального газопровода «Сарыарка» из Кызылординской области до столицы Казахстана — города Астаны дал первый президент Нурсултан Назарбаев весной 2018 года. Уже в декабре 2019 года его официально сдали. Газопровод приняли с пятью автоматизированными газораспределительными станциями и газоизмерительной станцией. Акимат столицы планирует перевести на газ ТЭЦ и приступит к газификации жилых массивов. Благодаря проведению газопровода уровень газификации страны достиг 51 % по итогам 2019 года, в 2015 году этот показатель был менее 43 %, а в 2020 году ожидается его рост до 53 %. Следующие этапы строительства магистрального газопровода должны охватить Акмолинскую и Северо-Казахстанскую области.

## Критика работы
В 2014 году в интернете было опубликовано фото, где Канат Бозумбаев запечатлён с закрытыми глазами (возможно, спящим) на очередном послании президента Республики Казахстан. Бозумбаев прокоментировал это так: «Я же не дурак, чтобы спать на Послании Главы государства. Если бы я там спал, наверное, я уже, может быть, перед вами не стоял. Поэтому там есть сотни людей, которые вокруг меня сидели, и они могут сказать, кто там спал или не спал».
Во время работы на посту министра энергетики Каната Бозумбаева подвергали критике за развитие отдельных сфер энергетики. Из-за дефицита бензина в нескольких регионах Казахстана, который сложился осенью 2017 года, 10 октября премьер-министр страны Бакытжан Сагинтаев внёс на имя президента Казахстана Нурсултана Назарбаева представление об объявлении выговора Канату Бозумбаеву. Его заместителя Асета Магауова, курировавшего на тот момент топливно-энергетический комплекс, освободили от должности. Нурсултан Назарбаев вынес Бозумбаеву дисциплинарное взыскание, но уже в феврале 2018 года его снял.
Также имя Каната Бозумбаева периодически звучит на суде над двумя вице-министрами энергетики, бывшими заместителями Бозумбаева — Гани Садибековым и Бакытжаном Джаксалиевым. Их задержали в 2018 году по делу о хищении средств, выделенных на очистку озера Карасу в 2015—2017 годах. Садибекова подозревают в хищении бюджетных денег в сумме 1 млрд тенге, Джаксалиева — в причинении государству ущерба на сумму около 740 млн тенге. Адвокат Гани Садибекова — Альмира Шайхина в интервью СМИ в январе 2020 года сообщала, что это судебное разбирательство в отношении её подзащитного было возбуждено в том числе и для дискредитации бывшего министра Каната Бозумбаева.

## Награды
| Страна                                         | Дата        | Награда                                                        | Награда                                                        |  |
| ---------------------------------------------- | ----------- | -------------------------------------------------------------- | -------------------------------------------------------------- |  |
| Казахстан                                      | 2005        | Орден «Курмет»                                                 | Орден «Курмет»                                                 |  |
| Казахстан                                      |             | Орден «Парасат»                                                | Орден «Парасат»                                                |  |
| Казахстан                                      |             | Орден «Барыс» III степени                                      | Орден «Барыс» III степени                                      |  |
| Казахстан                                      | 2008        | Медаль «10 лет Астане»                                         | Медаль «10 лет Астане»                                         |  |
| Казахстан                                      | 2011        | Медаль «20 лет независимости Республики Казахстан»             | Медаль «20 лет независимости Республики Казахстан»             |  |
| Казахстан                                      | 2018        | Медаль «20 лет Астане»                                         | Медаль «20 лет Астане»                                         |  |
| Высший совет Евразийского экономического союза | 29 мая 2019 | Медаль «За вклад в развитие Евразийского экономического союза» | Медаль «За вклад в развитие Евразийского экономического союза» |  |
| СНГ                                            |             | Почётное звание «Заслуженный энергетик СНГ»                    | Почётное звание «Заслуженный энергетик СНГ»                    |  |

## Семья
Жена — Бозумбаева Эльмира Сатыбалдиевна, дети — Даурен (род. 1993), Адина (род. 2000), Амина (род. 2005).